# Personaggi di Sfondamento dei cieli Gurren Lagann

Alcuni personaggi della serie. Da sinistra a destra: Vecchio Coco, Kinon, Kiyal e Kiyoh Bachika, Dayakka Littner, Yoko Littner, Simon, Kamina, Leeron Littner, Kittan Bachika, Rossiu Adai, Gimmy e Darry Adai

Questa è una lista di personaggi dell'anime e manga Sfondamento dei cieli Gurren Lagann.

## Protagonisti

### Simon
Simon (シモン?, Shimon), 14 anni (all'inizio della serie), è il protagonista della serie, ed è un ottimo scavatore e non avendo mai conosciuto altro, si accontenta della noiosa vita sotterranea; è preso in giro dalle ragazze del villaggio per via del suo lavoro che lo porta spesso a sporcarsi.
Ha perso i genitori in un terremoto: in seguito scoprirà che i frequenti terremoti erano provocati dal movimento in superficie dei Gunmen. I suoi sentimenti di rabbia si dimostreranno utili per attivare le potenzialità nascoste del Lagann; per converso, atteggiamenti di rassegnazione, indecisione o disperazione ne faranno perdere completamente i poteri. 
Doppiato da: Tetsuya Kakihara (da bambino e ragazzo) e Takayuki Sugō (da adulto e narratore) (ed. giapponese); Gabriele Patriarca (da bambino), Alessandro Rigotti (da ragazzo) e Francesco Prando (da adulto e narratore) (ed. italiana).

### Yoko Littner
Yoko Littner (ヨーコ・リットナー?, Yōko Rittonā), è la protagonista femminile della serie, e proviene dal villaggio di Littner, nel sottosuolo, ma ha già una certa esperienza nel combattimento in superficie contro i Gunmen, specialmente attraverso armi da fuoco (su tutte un fucile di precisione). Nonostante la giovane età è molto matura e riflessiva, al contrario di Kamina che agisce sempre impulsivamente e di Simon che ha sempre paura di quello che fa; infatti, sin dal primo momento non approva il comportamento spericolato di Kamina. 
Col passare del tempo però inizierà a provare qualcosa per lui, arrivando a baciarlo nell'ottavo episodio, cosa che provoca dolore a Simon, che si stava innamorando di lei.
Nella seconda parte dell'anime se ne va in una piccola isola, diventando una maestra di scuola elementare, abbandona il suo stile da guerriera, per indossare abiti più femminili e tenere i capelli sciolti, almeno fino a quando non si parerà innanzi la minaccia degli anti-spiral.
Piccola curiosità: dopo l'uscita del primo film, Gainax ha lanciato Yoko come idol, con la canzone "Piece of sweet star".
Doppiata da: Marina Inoue (ed. giapponese), Valentina Favazza (ed. italiana).

### Kamina
Kamina (カミナ?, Kamina) è un giovane apparentemente arrogante e che non ascolta quasi mai i consigli degli altri (quando gli viene detto di scappare, imperterrito attacca con ancora più forza il nemico). Temperamento ardente e forte personalità sono le qualità che sfrutta per radunare a sé molte persone - come l'armata Gurren formatasi nel villaggio di Jiha - galvanizzandole con i suoi discorsi. Simon si rivolge a lui usando il termine aniki, che nella lingua giapponese indica qualcosa di più di un semplice amico: un vero e proprio fratello di ideali; anche Kamina chiama Simon "kyoudai", che vuol dire "fratellino"/"compagno". Durante una battaglia Kamina scopre apparentemente per caso (nel tentativo di non sfigurare davanti al Gunmen di Viral) che il Gurren e il Lagann possono unirsi, formando il potentissimo Gurren Lagann (tramite quella che lui chiama unione fraterna). Per un certo periodo di tempo, egli diventerà il leader delle forze di resistenza contro l'impero degli uomini-bestia, fino alla sua morte durante un assalto, nell'ottavo episodio.
La frase che fa comprendere lo spessore del personaggio è «Con chi credete di avere a che fare?», da lui ripetuta frequentemente.
Doppiato da: Katsuyuki Konishi (ed. giapponese), Vittorio Guerrieri (ed. italiana).

### Nia Teppelin
Nia Teppelin (ニア・テッペリン?, Nia Tepperin) è una strana e misteriosa ragazzina trovata da Simon addormentata in una capsula, è un personaggio puro e ingenuo perché non ha mai avuto contatti con altri esseri umani all'infuori del padre, ed è cresciuta in completo isolamento dal mondo esterno. Dopo essersi unita alle forze di resistenza inizierà a prendere coscienza della durezza del mondo, e come reazione si legherà molto a Simon.
Nella seconda parte della serie il suo ruolo cambierà totalmente: ella diverrà un messaggero degli Anti-Spiral, trasformandosi completamente nell'aspetto e nel comportamento.
Doppiata da: Yukari Fukui (ed. giapponese), Letizia Ciampa (ed. italiana).

### Kiyoh Bachika
Kiyoh Bachika (キヨウ・バチカ?, Kyou Bachika) è una dei "Fratelli Neri", e la maggiore delle sorelle, secondogenita del gruppo. È la ragazza bionda più prosperosa di tutta la serie; il suo nome deriva dal giapponese "yohki" cioè "allegro". Nel corso della serie, pilota un gunman blu dotato di cannone a cui Kittan e Kiyal si agganciano. Nella seconda parte della serie, poi, andrà a formare una famiglia col capovillaggio di Littner, Dayakka, generando un bimbo. Kiyoh avrà infatti il dubbio onore di mettere al mondo il milionesimo essere umano, scatenando la "trappola" degli Anti-Spiral come preconizzato da Lord Genome durante la battaglia di Teppelin e costringendo i nostri a una riunione per indire la spedizione finale.
Doppiata da: Rina Satō (ed. giapponese), Micaela Incitti (ed. italiana).

### Kiyal Bachika
Kiyal Bachika (キヤル・バチカ?, Kiyaru Bachika) è una dei "Fratelli Neri", e la più giovane del gruppo. Kiyal, derivata dal giapponese "yaruki" (ricordando che i nipponici non distinguono il suono della R dalla L e quasi non pronunciano la U) ossia buona volontà, è la più piccola ma dinamica del quartetto; molto energica ma effettivamente poco evidente nell'economia della serie, dove non può ritagliarsi nemmeno la figura di mascotte data la presenza di Gimmy e Darry.
Doppiata da: Kana Asumi (ed. giapponese), Eva Padoan (ed. italiana).

### Kinon Bachika
Kinon Bachika (キノン・バチカ?, Kinon Bachika) è una dei "Fratelli Neri", terzogenita del gruppo. Il suo nome deriva dal giapponese "nonki" ossia indifferente (simbolicamente perfetta quindi per Rossiu il quale ha appunto un'espressione sempre improntata all'indifferenza). Occhialuta, spontanea e riservata, farà carriera nella seconda parte della serie rischiando alcune volte in prima persona la sua stessa incolumità. Nella seconda parte dell'anime rivela di essere innamorata di Rossiu e assume un ruolo importante per riportarlo a casa e farlo rinsavire assieme a Simon.
Doppiata da: Kana Ueda (ed. giapponese), Melissa Maccari (ed. italiana).

### Kittan Bachika
Kittan Bachika (キタン・バチカ?, Kitan Bachika) è uno dei "Fratelli Neri", un gruppo di cacciatori di uomini-bestia formato da lui e dalle sue tre sorelle minori Kiyoh, Kiyal e Kinon. Dalle sopracciglia cespugliose e l'espressione perennemente corrucciata, deriva il suo nome dal giapponese "tanki" ovvero impaziente, ha una lunga cicatrice a croce sul braccio sinistro ed i capelli bicolori, rasati sulle tempie ed incolti sul capo. Lui e le sue sorelle incontrano per la prima volta Kamina e soci nell'Episodio 4 e li assalgono perché li credono uomini-bestia a loro volta, dal momento che pilotano un Gunmen. La situazione si risolve e i due gruppi si trovano ad affrontare un nemico comune.
In seguito i Fratelli Neri torneranno ad affiancare la brigata Gurren, entrandone a fare parte, dopo essersi impossessati a loro volta di alcuni Gunmen. Più avanti nella serie muore, dopo aver confessato i suoi sentimenti verso Yoko, per riuscire a sfondare la barriera di protezione del loro nemico. In quello stesso momento riuscirà, grazie ad una trivella rubata a Simon, a sprigionare il potere della spirale.
Doppiato da: Kishō Taniyama (ed. giapponese), Fabio Boccanera (ed. italiana).

### Leeron Littner
Leeron Littner (リーロン・リットナー?, Rīron Rittonā) proviene dal villaggio Littner come Yoko ed è il meccanico e scienziato del suo villaggio. La sua figura è importante in quanto è lui a fornire dettagli sui Gunmen e a riparare quelli dei protagonisti dopo gli scontri. Apertamente gay, talvolta ne incarna alcuni stereotipi e funge da figura comica nella serie, spesso provandoci con alcuni personaggi come Kamina (il quale minaccia di affettarlo) o facendo alcuni commenti o battute per la sua natura, ma quando l'occasione lo richiede sa essere serio e composto. È uno dei personaggi più intelligenti, se non il più intelligente, di tutta la serie, forse più di Lordgenome.
Doppiato da: Masaya Onosaka (ed. giapponese), Edoardo Stoppacciaro (ed. italiana).

### Rossiu Adai
Rossiu Adai (ロシウ・アダイ?, Roshiu Adai) è un giovane appartenente ad un villaggio nel sottosuolo. Il suo villaggio è caratterizzato dal fatto che venerano un vecchio Gunmen come un dio (il Dio Faccia) e che per legge possono mantenere solo 50 abitanti; quando si supera tale numero si partecipa ad un sorteggio in cui coloro che vengono scelti devono abbandonare il villaggio e avventurasi in superficie. Rossiu all'inizio è molto devoto al suo credo e al suo mentore, tanto che quando sua madre si avventurò in superficie non si addolorò più di tanto. L'arrivo di Kamina e Simon sconvolge molto la vita degli abitanti e di Rossiu, il quale comprende che deve espandere i suoi orizzonti e la sua mente, per cui decide di seguirli nel loro viaggio usando come giustificazione il voler aiutare i due bambini Gimmy e Darry, che sono stati selezionati. Di natura è razionale e calmo. Nella seconda parte dell'anime sembra tramare qualcosa alle spalle di Simon, approfittando della rivolta generale a causa degli Anti-Spiral per prendere il potere e condannare Simon a morte (come poi scopriremo con Kinon, Rossiu si pentì di ciò e pianse a dirotto per questo gesto); progetta inoltre un'arca spaziale per salvare il maggior numero possibile di umani, ma quando Simon salva per l'ennesima volta la situazione, si rende conto che in realtà non è mai cambiato e la sua mentalità è sempre stata quella di un fanatico del suo villaggio. Dopo un confronto con il suo mentore al villaggio, tenta di farla finita e suicidarsi, ma Simon con il potere della spirale lo raggiunge e gli dà un pugno in faccia per farlo riprendere (come Kamina fece in passato con lui). È innamorato di Kinon nella seconda parte dell'anime.
Doppiato da: Mitsuki Saiga (ed. giapponese), Davide Perino (ed. italiana).

## Antagonisti

### Anti-Spiral
Gli Anti-Spiral (アンチスパイラル?, Anchi-Supairaru) sono gli antagonisti principali della serie, e sono una misteriosa popolazione esistente da milioni di anni che ha deciso di smettere di evolversi, perché convinta che l'uso eccessivo dell'energia della spirale necessaria per fare ciò (che essi avevano già spinto al limite) avrebbe alterato la legge di conservazione dell'energia e causato la susseguente fine dell'universo. Essi ormai non si basano più sul potere dell'evoluzione, ma solo sulla loro avanzatissima tecnologia, che sfruttano per viaggiare nello spazio e assoggettare o eliminare tutte le popolazioni basate sull'energia della spirale (da loro vista appunto come una minaccia all'esistenza dell'universo). Hanno una grandissima abilità nel combattimento. Nella storia non appare nessun individuo appartenente a questa razza, ma solo il loro inconscio collettivo, formatosi in seguito al loro ultimo stadio evolutivo e affrontato dalla brigata Dai-Gurren durante la battaglia finale, dove assume una forma simile allo Sfondamento dei cieli Gurren Lagann, con il loro pianeta natio come nucleo.
Doppiato da: Takaya Kamikawa (ed. giapponese), Mauro Gravina (ed. italiana).

### Lordgenome
Lordgenome è il padre di Nia nonché il creatore degli uomini bestia e, in quanto tale, durante la prima serie egli è il principale nemico della Brigata Dai Gurren.
Dopo la sua morte, viene resuscitato da Rossiu sotto forma di biocomputer, divenendo un prezioso alleato nella guerra contro gli Antispiral.
Il suo nome nasce dall'unione fra il termine "Lord" (titolo nobiliare britannico) e "Genoma".
Doppiato da: Narushi Ikeda (ed. giapponese), Nino Prester (ed. italiana).

### Viral
Viral (ヴィラル?, Viraru) è il comandante di una delle legioni di sterminatori di umani dell'impero degli uomini-bestia, Viral verrà incontrato per la prima volta da Kamina nel corso di una battuta di caccia. A un primo scontro corpo a corpo, ne seguiranno numerosi con i rispettivi mecha nel corso della serie. Come per altri generali dell'impero, il suo aspetto è perlopiù umano ma unito ad altri tratti animali (leone e squalo nel caso specifico). Il suo Gunmen si chiama Enki e subirà alcune modifiche nel corso della storia.
Nel secondo arco della storia Viral diverrà invece un alleato di quella che era la Brigata Gurren.
Il nome "Viral" è quasi sicuramente un riferimento all'autore di fumetti Enki Bilal; Il nome "Bilal" può infatti essere pronunciato da un giapponese come "Biraru", esattamente lo stesso modo in cui un giapponese pronuncia il nome "Viral", rendendolo a tutti gli effetti un omofono. Inoltre il nome di Bilal, Enki, è lo stesso che ha la prima versione del Gunmen guidato da Viral nella serie. Ultima prova di questa citazione è il nome del tema musicale assegnato a Viral, che figura nella colonna sonora con il nome di "Nikopol", ovvero lo stesso nome della trilogia fantascientifica a fumetti scritta e disegnata da Enki Bilal.
Doppiato da: Nobuyuki Hiyama (ed. giapponese), Davide Lepore (ed. italiana).

### I Quattro Re Celesti
Si tratta dei quattro principali sottoposti di Lordgenome, ognuno deputato a controllare una delle quattro zone in cui è stato diviso il mondo. Il nome di ciascuno di essi è un doppio riferimento a una delle quattro basi azotate del DNA e a un elementale rappresentativo dei quattro elementi classici; inoltre i Gunmen da loro pilotati sono riferimenti alle quattro Venerabili Bestie della mitologia cinese e giapponese che rappresentano i punti cardinali.

#### Thymilph
Thymilph l'Impetuoso (チミルフ?, Chimirufu) comanda su truppe di uomini-bestia simili a mammiferi bipedi. Il suo nome deriva da thymine (timina) e sylph (silfide, l'elementale dell'aria). La sua fortezza mobile è il Dai-Gunzan, poi catturata dalla Brigata Gurren e trasformata nel Dai-Gurren grazie all'intervento di Simon all'interno di Lagann. Il suo Gunmen personale è Byakō, ispirato a Byakko, la tigre bianca che rappresenta l'Ovest. Ha un aspetto simile a quello di un gorilla.
Doppiato da: Kiyoyuki Yanada (ed. giapponese), Paolo Marchese (ed. italiana).

#### Adiane
Adiane l'Elegante (アディーネ?, Adīne) è, all'apparenza, una donna umana, ma provvista di una coda da scorpione e un occhio da rettile che nasconde sotto una benda. Il suo nome deriva da adenine (adenina) e undine (ondina, l'elementale dell'acqua; in effetti la sua specialità sono le battaglie acquatiche). La sua fortezza mobile è Dai-Gunkai e il suo Gunmen è Sayrune, basato su Seiryū, il drago azzurro legato all'Est. Adiane è legata a Thymilph da forte amicizia, un po' come l'adenina si lega solo alla timina.
Doppiata da: Michiko Neya (ed. giapponese), Laura Boccanera (ed. italiana).

#### Guame
Guame l'Immobile (グァーム?, Gwāmu) è una minuta creatura a metà tra un armadillo e un coccodrillo, è il più anziano e vissuto dei Re Celesti, stereotipo del veterano di mille battaglie; infatti è l'unico a trattare il Re Spirale con semplice deferenza e non adorazione incondizionata. Il suo nome deriva da guanine (guanina) e gnome, ovvero gnomo, tipico abitante del sottosuolo. La sua fortezza dalla corazza impenetrabile è il Dai-Gundo, mentre Gember, il Gunmen da lui pilotato, è un riferimento a Genbu, la tartaruga nera che rappresenta il Nord.
Doppiato da: Kiyoshi Kawakubo (ed. giapponese), Mario Bombardieri (ed. italiana).

#### Cytomander
Cytomander il Veloce (シトマンドラ?, Shitomandora), comandante delle forze aeree dell'impero, è il capo di una serie di uomini-bestia dall'aspetto di uccelli antropomorfi. Ha un aspetto quasi del tutto umanoide, sebbene con tratti del volto adunchi vagamente simili al becco di un uccello, e ricorda a grandi linee una rock star, dato il suo presentarsi su una sorta di palco illuminato e i suoi abiti che comprendono una tuta aderente dal colletto piumato e aperta sul petto. A detta di Guame ha circa 200 anni. Il suo nome deriva da cytosine (citosina) e salamander, salamandra, elementale di fuoco. Il suo Gunmen si chiama Shuzack, in riferimento a Suzaku, l'uccello vermiglio del Sud; la fortezza volante che lo accompagna (a cui la Brigata Gurren ruberà il dispositivo di volo) è Dai-Gunten.
Doppiato da: Akio Suyama (ed. giapponese), Flavio Aquilone (ed. italiana).